# Славутич (сплав)

Рис. Твердосплавне долото ІНМ типу М: 1 — корпус; 2 — приєднувальна різьба; 3 — різці-вставки зі сплаву «Славутич»; 4 — насадка; 5 — промивні канали

Твердий сплав «Славутич» виготовляють методами порошкової металургії на основі природних або синтетичних алмазних кристалів і карбіду вольфраму.
Застосовують, зокрема, у тведосплавних бурових долотах, в олівцях алмазних Славутич. тощо.
Розроблено у Інституті надтвердих матеріалів імені В. М. Бакуля НАН України.